# Ophiochondrus variospinus
Ophiochondrus variospinus is een slangster uit de familie Ophiacanthidae.
De wetenschappelijke naam van de soort werd in 2011 gepubliceerd door Sabine Stöhr.